# Campeonato de Francia de Ciclismo Contrarreloj
Los Campeonatos de Francia de Ciclismo Contrarreloj se organizan anualmente desde el año 1995 para determinar el campeón ciclista de Francia de cada año, en la modalidad. 
El título se otorga al vencedor de una única carrera, en la modalidad de Contrarreloj individual. El vencedor obtiene el derecho a portar un maillot con los colores de la bandera de Francia hasta el campeonato del año siguiente, solamente cuando disputa pruebas Contrarreloj.

## Hombres

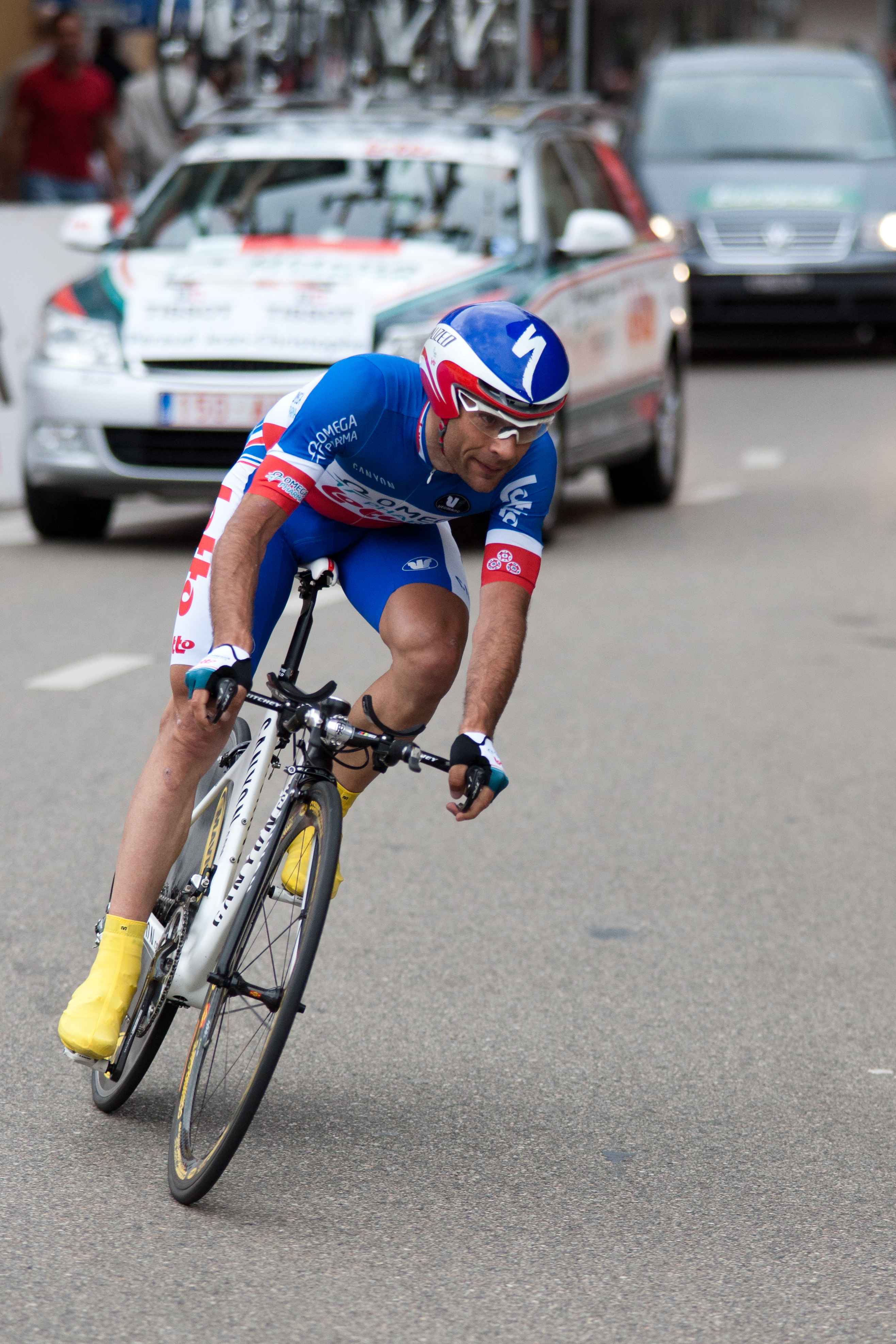
Jean-Christophe Péraud campeón en 2009

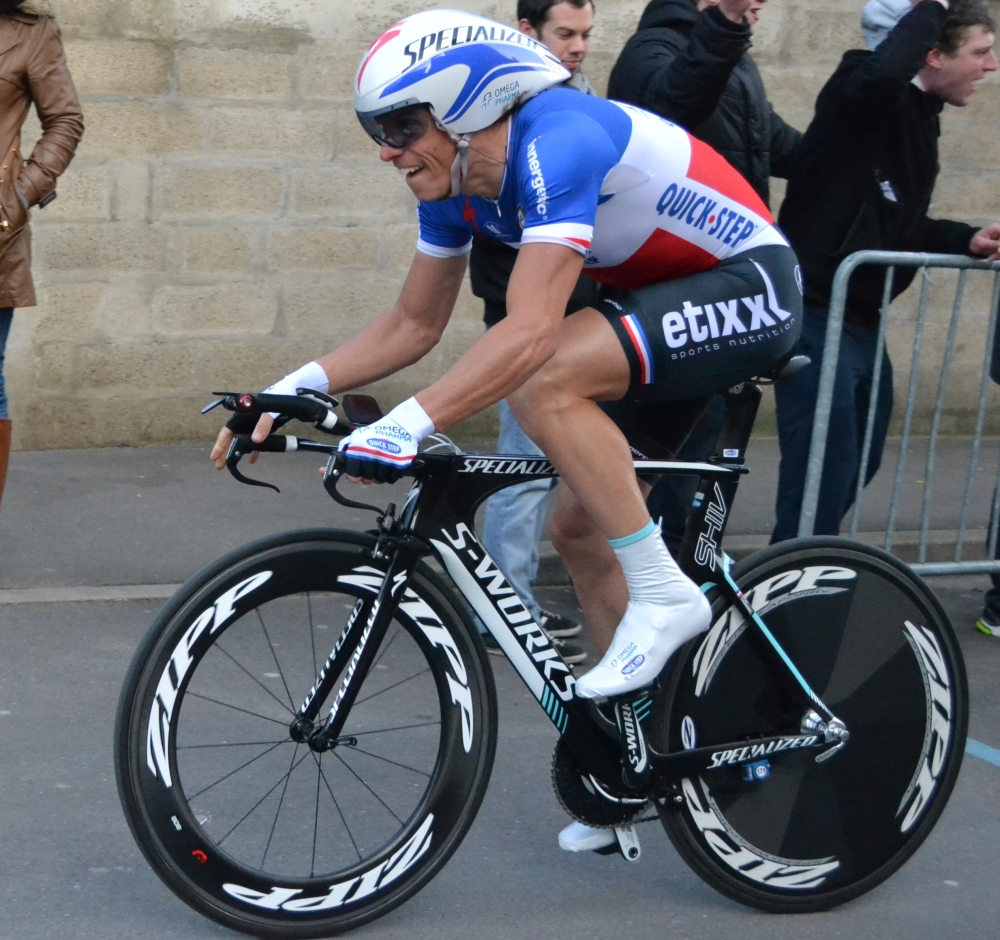
Sylvain Chavanel posee el récord de campeonatos con 6 victorias

| Año  | Ganador                | Segundo            | Tercero            |
| ---- | ---------------------- | ------------------ | ------------------ |
| 1995 | Thierry Marie          | Pascal Lance       | Bruno Thibout      |
| 1996 | Eddy Seigneur          | Laurent Brochard   | Christophe Moreau  |
| 1997 | Francisque Teyssier    | Philippe Gaumont   | Christophe Moreau  |
| 1998 | Gilles Maignan         | Francisque Tessier | Christophe Bassons |
| 1999 | Gilles Maignan         | Christophe Moreau  | Frédéric Finot     |
| 2000 | Francisque Teyssier    | Eddy Seigneur      | Christophe Moreau  |
| 2001 | Florent Brard          | Christophe Moreau  | Eddy Seigneur      |
| 2002 | Eddy Seigneur          | David Moncoutié    | Laurent Lefèvre    |
| 2003 | Eddy Seigneur          | Stéphane Barthe    | Nicolas Portal     |
| 2004 | Eddy Seigneur          | Christophe Moreau  | Frédéric Finot     |
| 2005 | Sylvain Chavanel       | Didier Rous        | Frédéric Finot     |
| 2006 | Sylvain Chavanel       | Didier Rous        | Christophe Kern    |
| 2007 | Benoît Vaugrenard      | Dimitri Champion   | Nicolas Vogondy    |
| 2008 | Sylvain Chavanel       | Christophe Kern    | Noan Lelarge       |
| 2009 | Jean-Christophe Péraud | Sylvain Chavanel   | David Le Lay       |
| 2010 | Nicolas Vogondy        | Sylvain Chavanel   | László Bodrogi     |
| 2011 | Christophe Kern        | Christophe Riblon  | Geoffroy Lequatre  |
| 2012 | Sylvain Chavanel       | Jérémy Roy         | Yoann Paillot      |
| 2013 | Sylvain Chavanel       | Jérémy Roy         | Johan Le Bon       |
| 2014 | Sylvain Chavanel       | Anthony Roux       | Maxime Bouet       |
| 2015 | Jérôme Coppel          | Stéphane Rossetto  | Sylvain Chavanel   |
| 2016 | Thibaut Pinot          | Anthony Roux       | Tony Gallopin      |
| 2017 | Pierre Latour          | Yoann Paillot      | Anthony Roux       |
| 2018 | Pierre Latour          | Tony Gallopin      | Benjamin Thomas    |
| 2019 | Benjamin Thomas        | Stéphane Rossetto  | Julien Antomarchi  |
| 2020 | Rémi Cavagna           | Benjamin Thomas    | Bruno Armirail     |
| 2021 | Benjamin Thomas        | Bruno Armirail     | Alexys Brunel      |
| 2022 | Bruno Armirail         | Rémi Cavagna       | Benjamin Thomas    |
| 2023 | Rémi Cavagna           | Bruno Armirail     | Pierre Latour      |
| 2024 | Bruno Armirail         | Kévin Vauquelin    | Thibault Guernalec |
| 2025 | Bruno Armirail         | Kévin Vauquelin    | Paul Seixas        |

## Mujeres
| Año  | Oro                    | Plata                    | Bronce                    |
| 1995 | Jeannie Longo          | Catherine Marsal         | Cécile Odin               |
| 1996 | Marion Clignet         | Fanny Lecourtois         | Chrystelle Richard        |
| 1997 | Catherine Marsal       | Emmanuelle Farcy         | Laurence Leboucher        |
| 1998 | Albine Caillie         | Laurence Leboucher       | Pierrine Raimboeuf        |
| 1999 | Jeannie Longo          | Catherine Marsal         | Géraldine Jehl-Loewenguth |
| 2000 | Jeannie Longo          | Albine Caillie           | Marion Clignet            |
| 2001 | Jeannie Longo          | Albine Caillie           | Juliette Vandekerckhove   |
| 2002 | Jeannie Longo          | Laurence Leboucher       | Edwige Pitel              |
| 2003 | Jeannie Longo          | Edwige Pitel             | Sonia Huguet              |
| 2004 | Edwige Pitel           | Jeannie Longo            | Sonia Huguet              |
| 2005 | Edwige Pitel           | Jeannie Longo            | Marina Jaunatre           |
| 2006 | Jeannie Longo          | Edwige Pitel             | Maryline Salvetat         |
| 2007 | Maryline Salvetat      | Jeannie Longo            | Edwige Pitel              |
| 2008 | Jeannie Longo          | Maryline Salvetat        | Edwige Pitel              |
| 2009 | Jeannie Longo          | Edwige Pitel             | Marina Jaunatre           |
| 2010 | Jeannie Longo          | Edwige Pitel             | Christel Ferrier-Bruneau  |
| 2011 | Jeannie Longo          | Christel Ferrier-Bruneau | Audrey Cordon             |
| 2012 | Pauline Ferrand-Prévot | Audrey Cordon            | Edwige Pitel              |
| 2013 | Pauline Ferrand-Prévot | Audrey Cordon            | Mélodie Lesueur           |
| 2014 | Pauline Ferrand-Prévot | Audrey Cordon            | Aude Biannic              |
| 2015 | Audrey Cordon-Ragot    | Aude Biannic             | Pauline Ferrand-Prévot    |
| 2016 | Audrey Cordon-Ragot    | Edwige Pitel             | Elise Delzenne            |
| 2017 | Audrey Cordon-Ragot    | Séverine Eraud           | Aude Biannic              |
| 2018 | Audrey Cordon-Ragot    | Juliette Labous          | Séverine Eraud            |
| 2019 | Séverine Eraud         | Audrey Cordon-Ragot      | Coralie Demay             |
| 2020 | Juliette Labous        | Audrey Cordon-Ragot      | Aude Biannic              |
| 2021 | Audrey Cordon-Ragot    | Juliette Labous          | Cédrine Kerbaol           |
| 2022 | Audrey Cordon-Ragot    | Juliette Labous          | Cédrine Kerbaol           |
| 2023 | Cédrine Kerbaol        | Audrey Cordon-Ragot      | Coralie Demay             |
| 2024 | Audrey Cordon-Ragot    | Cédrine Kerbaol          | Marion Borras             |
| 2025 | Cédrine Kerbaol        | Juliette Labous          | Marion Borras             |

## Estadísticas

### Más victorias
| Ciclista            | Victorias | Años                                |
| ------------------- | --------- | ----------------------------------- |
| Sylvain Chavanel    | 6         | 2005, 2006, 2008, 2012, 2013 y 2014 |
| Eddy Seigneur       | 4         | 1996, 2002, 2003 y 2004             |
| Bruno Armirail      | 3         | 2022, 2024 y 2025                   |
| Gilles Maignan      | 2         | 1998 y 1999                         |
| Francisque Teyssier | 2         | 1997 y 2000                         |
| Pierre Latour       | 2         | 2017 y 2018                         |
| Benjamin Thomas     | 2         | 2019 y 2021                         |
| Rémi Cavagna        | 2         | 2020 y 2023                         |

| Ciclista               | Victorias | Años                                                              |
| ---------------------- | --------- | ----------------------------------------------------------------- |
| Jeannie Longo          | 11        | 1995, 1999, 2000, 2001, 2002, 2003, 2006, 2008, 2009, 2010 y 2011 |
| Audrey Cordon-Ragot    | 7         | 2015, 2016, 2017, 2018, 2021, 2022 y 2024                         |
| Pauline Ferrand-Prévot | 3         | 2012, 2013 y 2014                                                 |
| Edwige Pitel           | 2         | 2004 y 2005                                                       |
| Cédrine Kerbaol        | 2         | 2023 y 2025                                                       |

- En negrita corredores activos.